# Яак Мае
Яак Мае  (ест. Jaak Mae, 25 лютого 1972) — естонський лижник, олімпійський медаліст.

## Виступи на Олімпіадах
| Олімпіада           | Дисципліна              | Місце |
| ------------------- | ----------------------- | ----- |
| Ліллехаммер 1994    | 10 км                   | 35    |
| Ліллехаммер 1994    | 30 км                   | 59    |
| Ліллехаммер 1994    | Переслідування 10/15 км | 40    |
| Ліллехаммер 1994    | Естафета 4 × 10 км      | 11    |
| Нагано 1998         | 10 км                   | 6     |
| Нагано 1998         | 30 км                   | 11    |
| Нагано 1998         | Переслідування 10/15 км | 15    |
| Нагано 1998         | Естафета 4 × 10 км      | 10    |
| Солт-Лейк-Сіті 2002 | 15 км                   | 3     |
| Солт-Лейк-Сіті 2002 | Переслідування 10/10 км | 8     |
| Солт-Лейк-Сіті 2002 | Естафета 4 × 10 км      | 9     |
| Турин 2006          | 15 км                   | 5     |
| Турин 2006          | Естафета 4 × 10 км      | 8     |
| Ванкувер 2010       | 50 км                   | 30    |
| Ванкувер 2010       | Естафета 4 × 10 км      | 14    |